# Classe ATC C

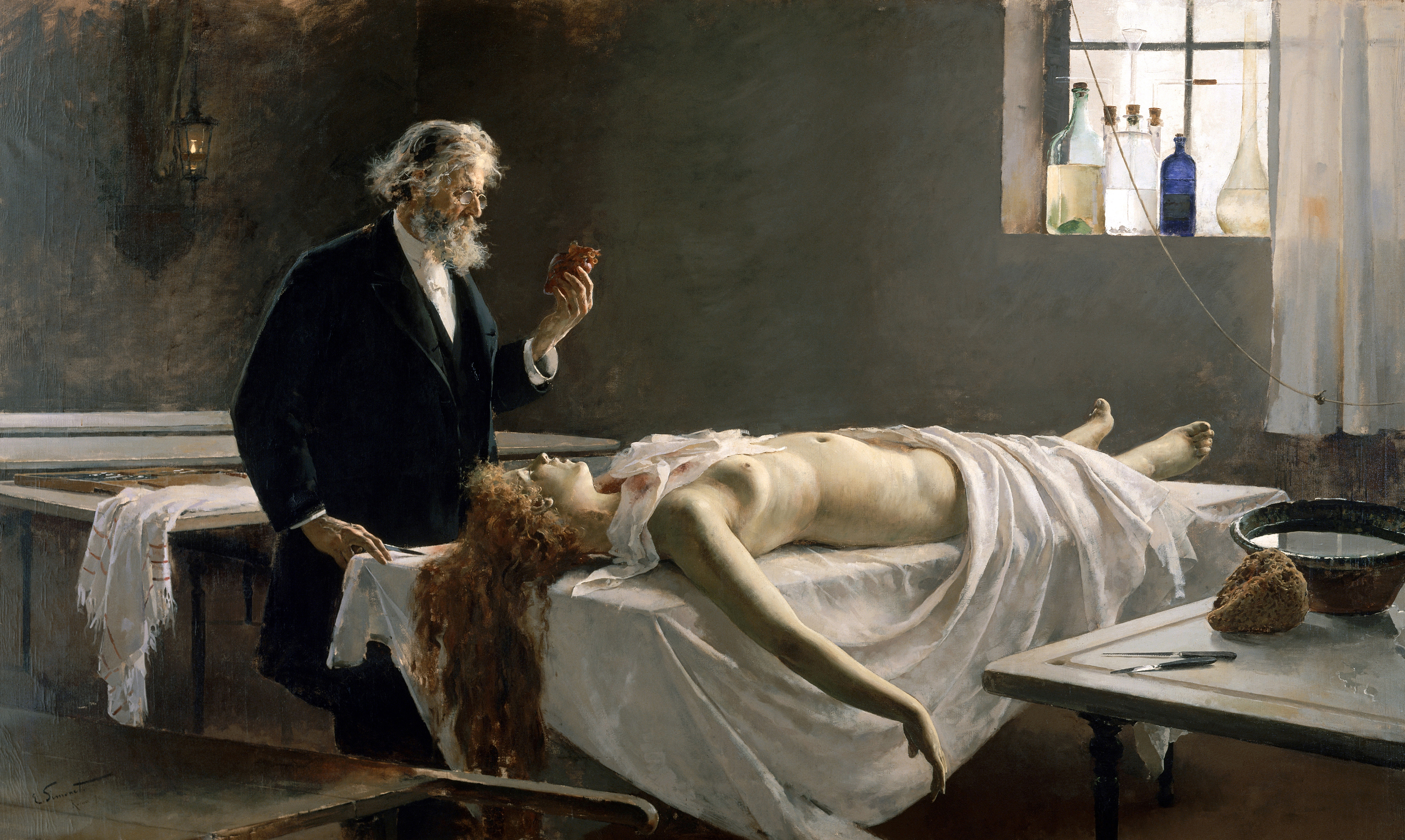
L'œuvre représente un médecin, qui procède à une autopsie, regardant le cœur d'une jeune femme.

La classe ATC C, dénommée « Système cardio-vasculaire », est un groupe anatomique de la classification anatomique, thérapeutique et chimique, développée par l'OMS pour classer les médicaments et autres produits médicaux. La classe ATC vétérinaire correspondante dans la classification ATCvet est QC. Le groupe présenté ici est celui établi par l'OMS, et peut donc différer des versions dérivées utilisées dans certains pays.

## CSystème cardio-vasculaire
C01 Thérapie cardiaque
C02 Antihypertenseurs
C03 Diurétiques
C04 Vasodilatateurs périphériques
C05 Vasoprotecteurs
C07 Agents β-bloquants
C08 Inhibiteurs des canaux du calcium
C09 Agents agissant sur le système rénine-angiotensine
C10 Agents réduisant les lipides sériques